# 熊泰
熊泰（1470年—？），字元□，湖廣民昌府武昌縣人，軍籍，明朝政治人物。

## 生平
弘治十一年戊午科湖廣鄉試第十七名舉人。弘治十八年（1505年）中式乙丑科會試第二百七十一名，三甲第一百七十一名進士。

## 家族
曾祖熊悌；祖父熊敬；父熊英，母方氏。永感下。兄熊春。